# روستاهای شیعه‌نشین فلسطین

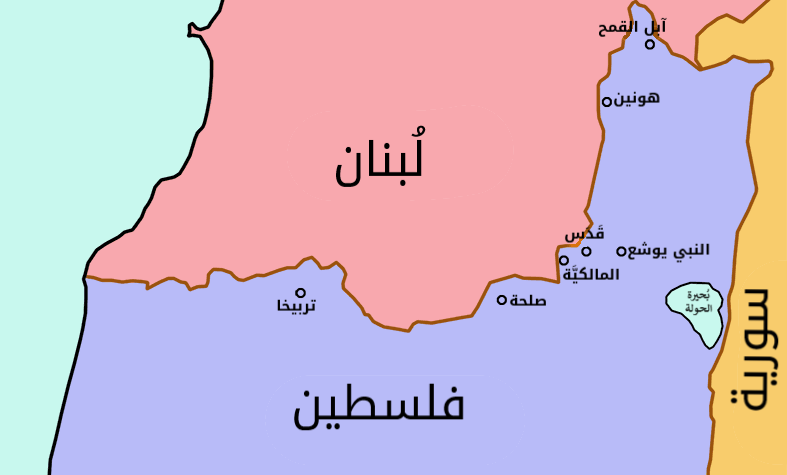
هفت روستای شیعه در فلسطین تحت قیمومت بریتانیا

از سال ۱۹۲۳ تا ۱۹۴۸، هفت روستا در فلسطین تحت قیمومت وجود داشت که جمعیت آنها عمدتاً شیعه بودند. آنها تربیخا، صلحه، مالکیه، نبی یوشع، قَدَس، هونین و آبل القمح بودند. این روستاها در نتیجه قرارداد مرزی ۱۹۲۳ از فرانسه به بریتانیا منتقل شد. همه آنها در طول جنگ اعراب و اسرائیل در سال ۱۹۴۸ خالی از سکنه شدند و موقعیت سابق آنها اکنون در شمال مناطق تحت کنترل اسرائیل قرار دارد.

## تاریخ
در پایان جنگ جهانی اول، دولت‌های بریتانیا و فرانسه بیشتر سرزمین شام را تحت اشغال نظامی در اختیار داشتند و بریتانیا جدا از شمالی‌ترین بخش‌ها، فلسطین را کنترل می‌کرد و فرانسه نیز سوریه و لبنان را کنترل می‌کرد. اینها تحت مدیریت نظامی سرزمینی دشمن اشغال شده اداره می‌شد. پس از معاهده ورسای در سال ۱۹۱۹ تقسیم منطقه به قیمومت را تجویز کرد، در کنفرانس سن رمو در ماه مه ۱۹۲۰ تصمیم گرفته شد که بریتانیا قیمومت فلسطین را در اختیار داشته باشد در حالی که فرانسه برسوریه و لبنان قیمومیت خواهد داشت.
در سپتامبر ۱۹۲۰، اولین کمیسر عالی فرانسوی ژنرال هانری گورو، تولد کشور لبنان بزرگ را اعلام کرد. در ۲۳ دسامبر، بریتانیا و فرانسه توافقنامه ای را امضا کردند که به‌طور گسترده مرز بین حوزه‌های مربوطه خود را مشخص می‌کرد. این توافق همچنین کمیسیون پولت و نیوکمب را برای تعیین مرز دقیق، با اختیارات گسترده ایجاد کرد. در سال ۱۹۲۱، قبل از گزارش کمیسیون، فرانسه سرشماری کرد و هفت روستا را تحت پوشش قرار داد و به ساکنان آنها تابعیت لبنانی اعطا کرد. هیچ‌یک از روستاها در سرشماری ۱۹۲۲ فلسطین ثبت نشده است. با این حال، کمیسیون در مورد اصلاحات مرزی تصمیم گرفت که روستاها را در سمت فلسطینی مرز همراه با بیش از ده‌ها روستای دیگر قرار دهد. مرز جدید در معاهده سپتامبر ۱۹۲۳ مورد توافق قرار گرفت و تابعیت ساکنان، از سال ۱۹۲۶ به فلسطینی تغییر کرد.
سرشماری سال ۱۹۳۱ تعداد ۴۱۰۰ شیعه در فلسطین را به خود اختصاص داد. آبل القمح تقریباً نیمی شیعه و نیمی یونانی مسیحی بودند، در حالی که شش روستای دیگر اکثراً شیعه بودند.
در طول جنگ اعراب و اسرائیل در سال ۱۹۴۸، تمام روستاها خالی از سکنه شد. ساکنان آنها بیشتر به عنوان پناهنده به لبنان گریختند، اگرچه برخی به عنوان آوارگان داخلی در مناطقی که به تصرف نیروهای اسرائیل درآمد، ماندند. جوامع اسرائیلی به‌طور جزئی یا کامل در اراضی روستاهای سابق شامل جوامع یووال، شومرا، زرعیت، شتولا، مارگالیوت، راموت نفتالی، یرعون، یفتاخ و ملکیه هستند.
در سال ۱۹۹۴، به پناهندگان هفت روستا که از سال ۱۹۴۸ به عنوان پناهندگان فلسطینی طبقه‌بندی شده بودند، تابعیت لبنانی اعطا شد. برخی از جناح‌ها در دولت لبنان، به ویژه حزب‌الله، خواستار «بازگرداندن این هفت روستا به لبنان» شده‌اند.